# Markus Prechtl
Markus Prechtl (* 1976 in Leverkusen) ist ein deutscher Chemiker, Chemiedidaktiker und Hochschullehrer. Er ist Professor für Didaktik der Chemie an der Technischen Universität Darmstadt. In seiner Forschung befasst er sich mit Wissenschaftskommunikation sowie der professionellen Gestaltung und Reflexion von Lehr- und Lernprozessen im Fach Chemie.

## Leben und Wirken
Prechtl begeisterte sich als Schüler für einen Chemiewettbewerb und entschloss sich, Chemie zu studieren. Das Studium der Chemie und Biologie an der Universität Köln (1996–2001) schloss er mit dem Ersten Staatsexamen für das Lehramt ab. Anschließend war er von 2001 bis 2002 Mitarbeiter im Projekt „Multimediale Lernhilfen zur systemischen Strukturierung des Lehr-/Lerninhaltes Chemische Bindung im Chemieunterricht der Sekundarstufe I und II“. In diesem Projekt wurden bspw. 3D-Visualisierung vom Aufbau der Materie erstellt. Von 2002 bis 2006 war er Doktorand am Institut für Chemie und ihre Didaktik an der Universität zu Köln und promovierte bei Christiane S. Reiners zum Thema Geschlechterdifferenz im Chemieunterricht. Von 2006 bis 2008 war er Lehramtsanwärter an der Anne-Frank-Realschule in Oberhausen und wurde im Studienseminar Oberhausen ausgebildet. Ab 2008 arbeitete er als Lehrer für die Fächer Biologie und Chemie an der Realschule der Stadt Frechen.
Bis 2014 folgten diverse Tätigkeiten als Studienrat im Hochschuldienst an der Universität Siegen (2009–2011, 2012–2014, 2014–2015), als Gastprofessor für Gender und Diversity an der Leibniz Universität Hannover (2011–2012) sowie als KIVA-Gastprofessor (Didaktik / Gender / MINT) an der Technischen Universität Darmstadt (2013–2014).
2015 erhielt er einen Ruf als Professor (W3) für Chemie und Didaktik der Chemie an die Pädagogische Hochschule Weingarten, den er annahm. Seit 2017 ist Prechtl nun Professor (W3) für Fachdidaktik Chemie am Fachbereich Chemie der TU Darmstadt. Er befasst sich zusammen mit seiner Arbeitsgruppe mit der professionellen Reflexion von Lehr- und Lernprozessen im Chemieunterricht. Deren Forschungsschwerpunkte sind Bildung für nachhaltige Entwicklung, Gender/Diversity, außerschulische Lernorte und Visual Literacy.

## Auszeichnungen
Athene-Preise der TU Darmstadt für gute Lehre (2014) in den Kategorien
- Fachbereichspreis der Chemie
- Sonderpreis gender-sensible und diversity-gerechte Lehre

## Publikationen (Auswahl)
Prechtl ist Autor von Büchern und zahlreichen Publikationen in Fachzeitschriften wie z. B. Naturwissenschaften im Unterricht – Chemie, Chemie in unserer Zeit, World Journal of Chemical Education usw.
- mit Bilal Boughamari, Judith A. Czernek, Yannick L. Legscha: Kritische Rohstoffe aus Sicht von Schüler:innen – Befunde aus Befragungen mit Schwerpunkt Platingruppenmetalle. In: CHEMKON. Band 32, Nr. 5, 2025, ISSN 1521-3730, S. 149–154, doi:10.1002/ckon.202400057.
- mit Julia Werthmüller: Reflexionen zum Konzept der Digitalität am Beispiel Internet-Challenges im Lehramt Chemie. In: CHEMKON. Band 28, Nr. 6, 2021, ISSN 1521-3730, S. 249–250, doi:10.1002/ckon.202100006.
- Internet‐ Challenges: Lehrkräfte sollten sie kennen. In: Chemie in unserer Zeit. Band 54, Nr. 1, Februar 2020, ISSN 0009-2851, S. 56–62, doi:10.1002/ciuz.201900877.
- mit Christiane S. Reiners: Wie der Chemieunterricht Geschlechterdifferenzen inszeniert. In: CHEMKON. Band 14, Nr. 1, 2007, ISSN 1521-3730, S. 21–29, doi:10.1002/ckon.200710053.